# کایوو
کایوو (به چکی: Kájov) یک منطقهٔ مسکونی در جمهوری چک است که در ناحیه تشسکی کروملوو واقع شده‌است. کایوو ۴۶٫۴۳ کیلومتر مربع مساحت و ۱٬۶۴۷ نفر جمعیت دارد و ۵۴۰ متر بالاتر از سطح دریا واقع شده‌است.